# Chālid ibn al-Walīd

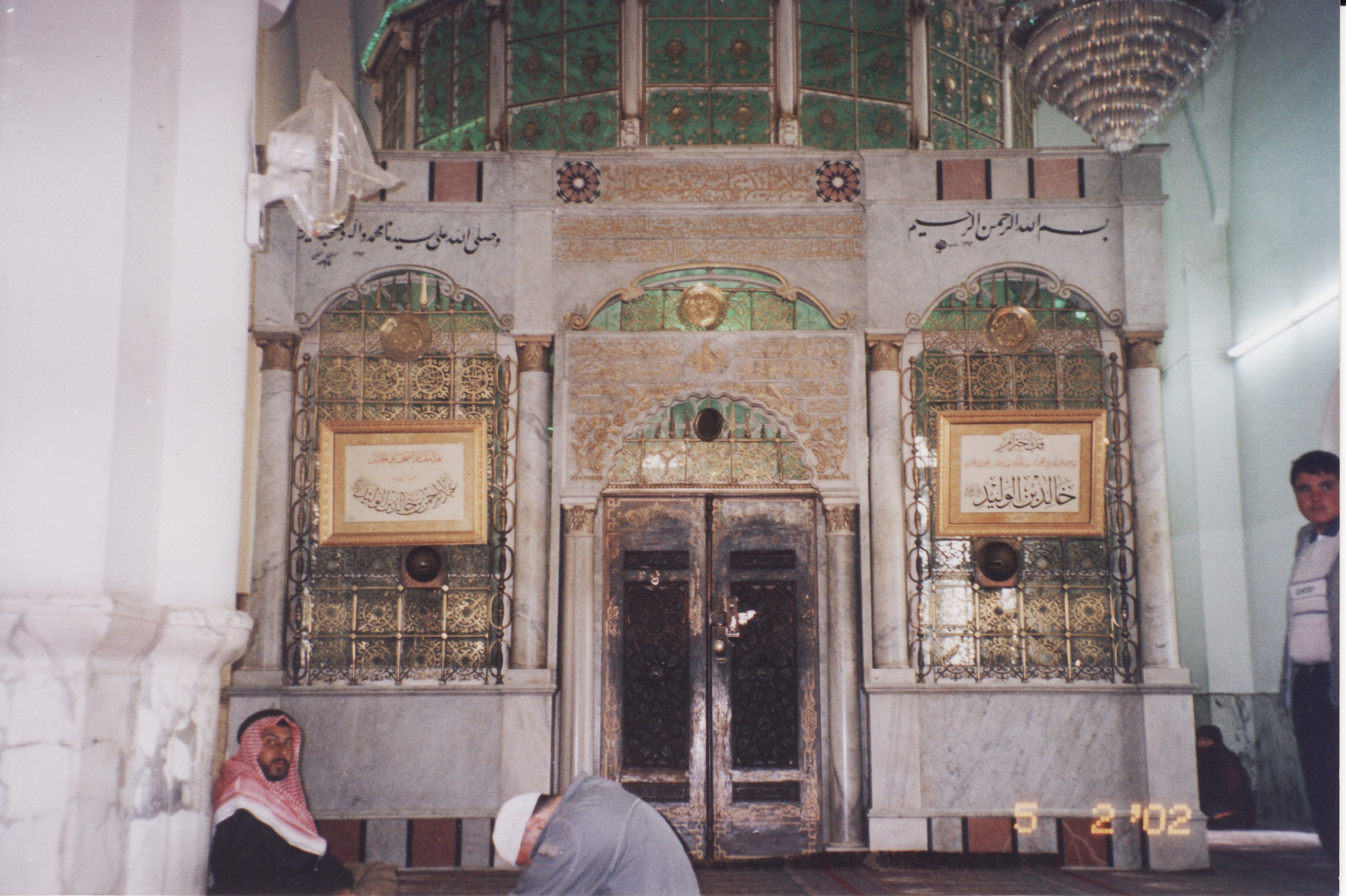
Sein Grab in der Chalid-ibn-al-Walid-Moschee in Homs

Abū Sulaimān Chālid ibn al-Walīd (arabisch أبو سليمان خالد بن الوليد, DMG Abū Sulaimān Ḫālid ibn al-Walīd, gestorben 642 in Homs) war ein Gefährte Mohammeds und einer der bedeutendsten arabischen Feldherren während der Ridda-Kriege und bei den frühen islamischen Eroberungszügen. Zwar trat er erst relativ spät zum Islam über, doch soll ihm Mohammed auf Grund seiner militärischen Erfolge den Beinamen „Schwert Gottes“ (Saif Allāh) verliehen haben.

## Abstammung und verwandtschaftliche Beziehungen
Chālid ibn al-Walīd gehörte den Banū Machzūm, einem der bedeutendsten Clane der Quraisch in Mekka, an. Sein voller Name lautete Chālid ibn al-Walīd ibn al-Mughīra ibn ʿAbdallāh ibn ʿUmar ibn Machzūm. Chālids Vater al-Walīd ibn al-Mughīra galt als das unumstrittene Oberhaupt der Banū Machzūm, ja sogar als der vornehmste Mann unter den Quraisch. Er hatte zehn Geschwister, über die Chālid mit einigen anderen bekannten mekkanischen Persönlichkeiten verwandt war. Al-Walīds Bruder Hudhaifa ibn al-Mughīra war der Vater der Prophetengattin Umm Salama, und sein Bruder Hischām der Vater von Abū Dschahl und von Hantama, der Mutter des zweiten Kalifen ʿUmar ibn al-Chattāb.
Chālids Mutter war Lubāba as-sughrā („die kleine Lubāba“) bint al-Hārith ibn Hazn von den Banū ʿĀmir ibn Saʿsaʿa. Über diese mütterliche Linie war Chālid ebenfalls mit einer ganzen Anzahl von mekkanischen Persönlichkeiten verwandt. Sein mütterlicher Großvater al-Hārith ibn Hazn war mit Hind bint ʿAuf aus dem Geschlecht der Himyar verheiratet. Aus der Ehe mit ihr ging noch eine andere Lubāba hervor, Lubāba al-kubrā („die große Lubāba“), die auch als Umm al-Fadl bekannt ist. Sie war eine der Frauen von al-ʿAbbās ibn ʿAbd al-Muttalib und kann als Stammmutter der Abbasiden betrachtet werden. Eine weitere Tochter aus dieser Verbindung war die Prophetengattin Maimūna. Hind bint ʿAuf hatte vier weitere Töchter von einem anderen Mann namens ʿUmais. Eine von ihnen, Asmā' bint ʿUmais, war nacheinander mit Dschaʿfar ibn Abī Tālib, Abū Bakr und ʿAlī ibn Abī Tālib verheiratet, eine weitere mit dem Namen Salmā' war die Ehefrau von Hamza ibn ʿAbd al-Muttalib.

## Frühe militärische Karriere

### Als Gegner Mohammeds
Wann Chālid geboren wurde, ist nicht bekannt. Er gehörte zunächst zu den Gegnern des Propheten Mohammed. Bei der Schlacht von Badr im Jahre 624 kämpfte er wahrscheinlich noch nicht mit, im Gegensatz zu seinen Brüdern Abū Qais und al-Walīd, von denen ersterer fiel, während letzterer in Gefangenschaft der Muslime geriet. Auf Anregung Mohammeds forderte er Chālid in einem Brief auf, zum Islam überzutreten, was aber Chālid nicht tat. Nach einem Beleg, den Meir Jacob Kister aufgefunden hat, betätigte sich Chālid im vorislamischen Mekka zusammen mit al-ʿAbbās ibn ʿAbd al-Muttalib als Geldverleiher, wobei er auch Zinsen nahm. Nach einer Tradition, die auf den Traditionarier Maʿrūf ibn Charrabūdh (gest. um 770) zurückgeführt wird, war er in vorislamischer Zeit bei kriegerischen Aktivitäten sowohl für die Zügel zuständig, die die Quraisch ihren Pferden umlegten, als auch für das Kuppelzelt, das sie aufschlugen, um darin die Ausrüstung für das Heer zusammenzutragen.
Bei der Schlacht von Uhud 625 führte Chālid zusammen mit ʿIkrima, dem Sohn von Abū Dschahl, die mekkanische Reiterei an. Er konnte sich hierbei zum ersten Mal strategisch profilieren. Seinem Angriff auf eine Gruppe von Bogenschützen, die die Flanke der medinischen Kämpfer decken sollten, wird allgemein die Niederlage Mohammeds zugeschrieben. Weniger Erfolg hatte er bei der Belagerung von Medina bei der sogenannten Grabenschlacht 627. Zwar führte Chālid mit seiner Reiterei verschiedene Angriffe durch, doch konnte Mohammed durch eine geschickte Taktik die Schlacht für sich entscheiden.

### Übertritt zum Islam und Übersiedlung nach Medina
Nach einem Bericht, den al-Wāqidī (gest. 823) anführt, neigte Chālid schon seit dem 628 geschlossenen Vertrag von Hudaibiya dem Islam zu, da dieser die zunehmende Macht Mohammeds und die ausweglose Lage der Quraisch deutlich machte. Die entscheidende Rolle für seine Konversion zum Islam spielte dann ein Brief, den sein Bruder al-Walīd, der bereits zum Islam konvertiert war, an ihn richtete, als er sich im Frühjahr 629 zusammen mit Mohammed für die Verrichtung der ʿUmra in Mekka aufhielt. Darin berichtete ihm al-Walīd davon, dass Mohammed ihm in Aussicht gestellt habe, dass er seinem Bruder eine führende Stellung übertragen würde, wenn er sich ihm anschlösse. Chālid entschloss sich daraufhin, nach Medina überzusiedeln und sich Mohammed tatsächlich anzuschließen. Seine Versuche, die beiden anderen führenden Quraischiten ʿIkrima ibn Abī Dschahl und Safwān ibn Umaiya zu überzeugen, es ihm gleichzutun, fruchteten nicht, doch ließ sich ʿUthmān ibn Talha, der Türhüter der Kaaba, für diese Idee gewinnen und begleitete ihn nach Medina. Auf dem Weg dorthin trafen sie ʿAmr ibn al-ʿĀs, der ebenfalls nach Medina reiste, um sich Mohammed anzuschließen. Zusammen leisteten die drei Männer im Safar des Jahres 8 (= Juni 629) Mohammed den Treueid.

### Einsatz als Militärführer für Mohammed
Schon kurz danach wurde Chālid von Mohammed mit militärischen Führungsaufgaben betraut. Zum ersten Mal konnte er sich nach dem missglückten Feldzug nach Mu'ta im September 629 profilieren. Als die drei arabischen Befehlshaber, die die Muslime dabei führen sollten, gefallen waren, übernahm er spontan das Kommando und sorgte für einen geordneten Rückzug der geschlagenen Truppe. Der Prophet soll Chālid dafür den Ehrennamen „Schwert Gottes“ verliehen haben, unter dem er später berühmt wurde.
Bei der Einnahme von Mekka im Januar 630, die überwiegend friedlich erfolgte, war die einzige Einheit, die in Kampfhandlungen verwickelt war, ein Trupp von Banū Sulaim unter Chālids Führung, dem beim Einzug in die Stadt prominente Gegner Mohammeds entgegentraten, nämlich Safwān ibn Umaiya, Suhail ibn ʿAmr und ʿIkrima ibn Abī Dschahl. Nach dem Sieg über die Mekkaner erhielt Chālid den Auftrag, ein Götzenbild von al-ʿUzzā in Nachla zu zerstören. Während sich Mohammed  für eine kriegerische Auseinandersetzung mit den Hawāzin vorbereitete, schickte er Chālid mit einem Trupp von 350 Mann zu den Banū Dschadhīma gesandt, um sich ihrer Loyalität zu versichern. Die Banū Dschadhīma waren ein Clan des Stammes Kināna, der im Südosten von Mekka lebte. Obwohl es sich um ein friedliches Unternehmen handelte und die Banū Dschadhīma erklärten, bereits den Islam angenommen zu haben, ging Chālid gewaltsam gegen sie vor und tötete einige Männer von ihnen. Hierbei spielte es offensichtlich eine Rolle, dass Angehörige der Kināna zuvor einen Onkel und einen Bruder von ihm getötet hatten. Chālids Verhalten löste in Mekka allgemeine Empörung aus. Zur Beschwichtigung der Kritiker maßregelte der Prophet Chālid öffentlich. Chālid zog sich eine Zeitlang zurück, wurde dann aber wieder vom Propheten mit Wohlgefallen aufgenommen.
Bei der Schlacht von Hunain Ende Januar 630 und der anschließenden Eroberung der Stadt at-Tā'if fungierte Chālid als Führer der Vorhut. Nach der Eroberung at-Tā'if soll Chālid den Propheten auf die ausstehenden Forderungen seiner Familie bei dem Stamm der Thaqīf hingewiesen haben. Mohammed soll diese jedoch zurückgewiesen haben, mit dem Argument, dass der Islam den Ribā verbiete. Dieser Vorfall wird in der Tradition als Anlass für die Offenbarung des Koranverses 2:278 „O ihr, die ihr glaubt: Fürchtet Gott, und verzichtet darauf, was vom Zins geblieben ist (mā baqiya min ar-ribā), wenn ihr gläubig seid“, genannt.
Auch beim Feldzug nach Tabūk führte er die Vorhut. Im Oktober 630 wurde er mit 420 Reitern zu der Oase Dūmat al-Dschandal geschickt, die zu dieser Zeit von dem christlichen Stammeskönig (malik) Ukaidir ibn ʿAbd al-Malik aus dem Stamm der Kinda beherrscht wurde. Chālid konnte die Oase einnehmen und den König gefangen nehmen. Der Oase wurde eine jährliche Dschizya-Zahlung auferlegt. Danach zog er noch einmal für Mohammed ins Feld, als ihn dieser beauftragte, die Banū l-Hārith von Nadschran zum Islam aufzurufen.

## Rolle während der Ridda-Kriege

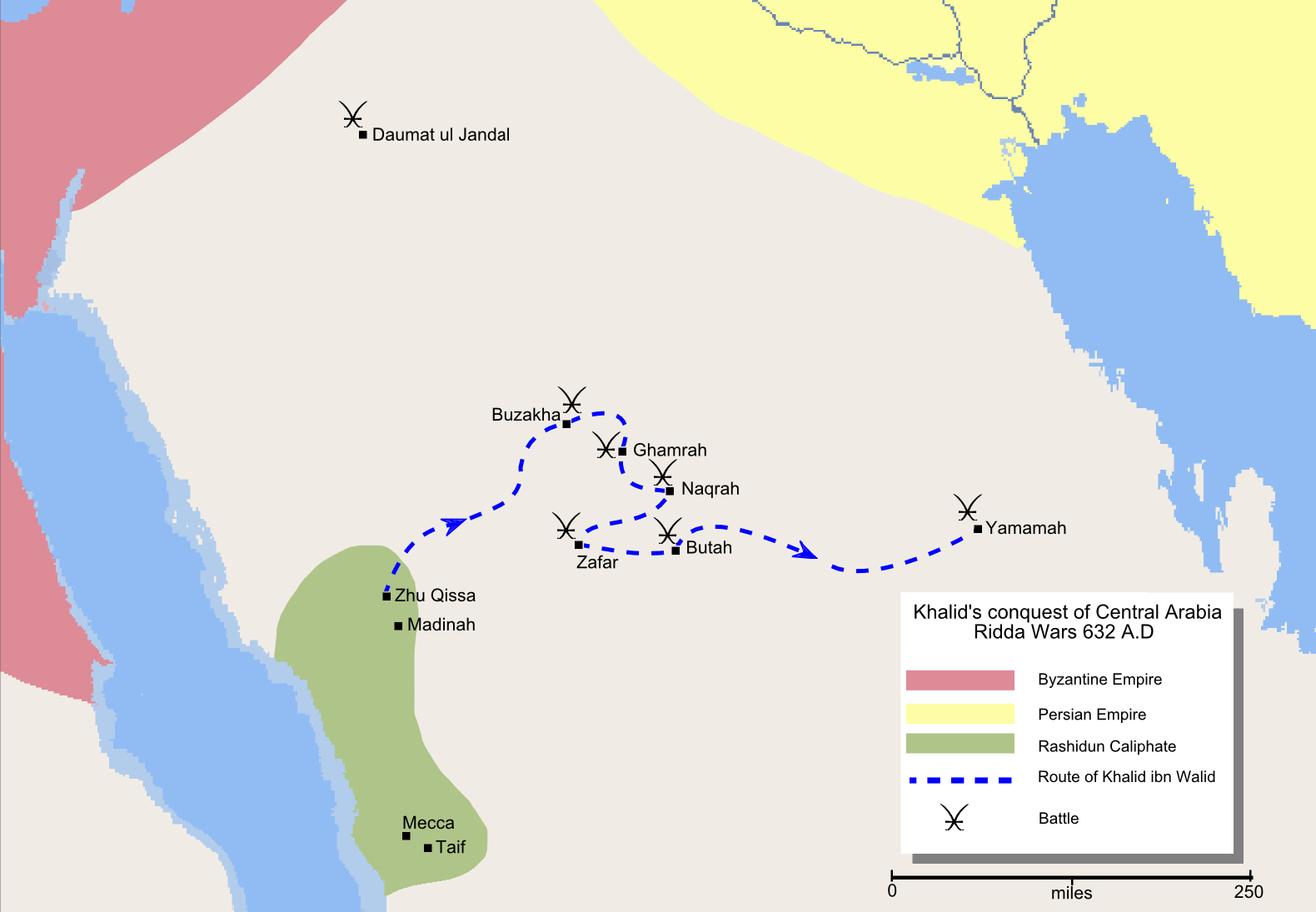
Die Route der Truppen von Chālid ibn al-Walīd während der Ridda-Kriege

Als nach dem Tod Mohammeds die Ridda-Kriege ausbrachen, stellte der Kalif Abū Bakr Chālid an die Spitze einer Armee, die gegen den aufständischen „Propheten“ und Stammeschef der Asad, Tulaiha ibn Chuwailid, und seine Verbündeten aus den Stämmen der Taiyi' und Ghatafān sowie anschließend gegen den abtrünnigen Dichter und Stammeschef Mālik ibn Nuwaira von den Yarbūʿ kämpfen sollte.

### Sieg bei Buzācha
Noch bevor die beiden Kampfverbände von Chālid und Tulaiha bei Buzācha im Nadschd aufeinandertrafen, wechselten die Taiyi' nach Verhandlungen auf die Seite von Chālid über. Zusammen mit den neu gewonnenen Verbündeten errang Chālid im Radschab/Schaʿbān des Jahres 11 (= Oktober/November 632) einen glänzenden Sieg auf dem Schlachtfeld über Tulaiha und dessen Verbündeten ʿUyaina ibn Hisn von den Ghatafān. Die überlebenden Rebellen – so etwa Umm Ziml mit einem Trupp von Ghatafān, Hawāzin, Asad und Tayi' und Qurra ibn Hubaira – schickte Chālid zur Aburteilung zu Abū Bakr. Nach dem Sieg von Buzācha verteilte Chālid die erbeuteten Waffen unter seinen Kämpfern, gliederte seine Armee in verschiedene Abteilungen und schickte diese in unterschiedliche Richtungen aus. Eine dieser Abteilungen wurde unter der Führung eines Mannes von den Tamīm gegen den Stammesverband der ʿĀmir ibn Saʿsaʿa geschickt.

### Die Affäre um Mālik ibn Nuwaira
Eine andere Abteilung stieß im Spätherbst 632 auf zwölf Männer von den Yarbūʿ, unter denen sich auch Mālik ibn Nuwaira befand. Die Männer leisteten keinen Widerstand, erklärten, dass sie selbst Muslime seien, und wurden zu Chālids Lager in al-Butāh gebracht. Obwohl einige von Chālids Männern für die Gefangenen Fürsprache einlegten, mit dem Argument, dass sie als Muslime unverletzlich seien, ließ Chālid sie hinrichten. Wenig später heiratete Chālid Māliks Witwe Umm Tamīm, die als besonders schön galt.
Als ʿUmar ibn al-Chattāb von diesem Verhalten hörte, drängte er Abū Bakr, Chālid wegen der Ermordung eines Muslims und aufgrund des von ihm begangenen Zinā-Vergehens (er hatte nicht die ʿidda-Warteperiode eingehalten) hinzurichten oder zumindest abzusetzen. Andere machten ihm schwere Vorwürfe, dass er einige der angeblichen Apostaten zur Abschreckung der Stämme gefoltert und verbrannt habe. In der islamischen Geschichtsschreibung wurde Chālids hartes Vorgehen gegen Mālik zum Teil damit gerechtfertigt, dass Mālik im Gespräch mit Chālid den Propheten Mohammed als „Euer Mann“ bezeichnet, also eine Ausdrucksweise verwendet hatte, die darauf hindeutete, dass er außerhalb der muslimischen Gemeinschaft stand.
Abū Bakr hielt in der Affäre um Mālik ibn Nuwaira seine schützende Hand über Chālid, so dass er seine militärischen Unternehmungen danach weiter fortsetzen konnte. In diesem Zusammenhang werden von ihm die Worte überliefert: „Niemals werde ich der sein, der ein Schwert in die Scheide steckt, das Gott (gegen die Ungläubigen) gezogen hat.“

### Schlacht bei ʿAqrabāʾ
Chālid führte auch bei der größten Schlacht innerhalb der Ridda-Kriege, derjenigen nämlich in der Ebene ʿAqrabāʾ in der Yamāma im Frühjahr 633, den Oberbefehl über die muslimische Armee. Chālids Gegner waren hier Musailima und die mit ihm verbündeten Banū Hanīfa. Wegen der großen Anzahl von Gefallenen wird der Ort auch als „Garten des Todes“ bezeichnet. Die islamischen Quellen berichten, dass Chālids Armee aus Muhādschirūn, Ansār und Angehörigen verschiedener Stämme bestand und Schurahbīl ibn Hasana seine Vorhut anführte. Al-Balādhurī berichtet, dass sich die Ansār lange gegen einen Angriff auf die Banū Hanīfa weigerten, dann aber doch darin einwilligten. Während der Kämpfe soll es im muslimischen Lager zu Spannungen zwischen den Beduinen und den Städtern gekommen sein, die sich gegenseitig Feigheit vor dem Feind vorwarfen. Nach dem schließlich doch errungenen Sieg über Musailima ergaben sich die Banū Hanīfa und schlossen einen Friedensvertrag mit Chālid. Schon kurz danach soll  er bei Muddschāʿa ibn Murāra geheiratet haben, einem Stammeschef der Banū Hanīfa, der den Vertrag ausgehandelt hatte, um die Hand von dessen Tochter angehalten haben.
Nach dem Bericht von Saif ibn ʿUmar traf nach Schließung des Friedensvertrags ein Brief von Abū Bakr ein, in dem dieser Chālid aufforderte, alle erwachsenen Männer der Banū Hanīfa hinzurichten. Chālid hielt sich jedoch an das den Banū Hanīfa gegebene Wort. Dies brachte wiederum die Ansār gegen ihn auf, die sich um ihre Beute betrogen sahen und ihn verdächtigten, wegen seiner Ehefrau zu den Banū Hanīfa zu halten. Sie beschwerten sich beim Kalifen, woraufhin ʿUmar erneut Chālids Absetzung forderte.

## Eroberungen im Vorderen Orient
Nach dem Abschluss der Unterwerfung Zentralarabiens zog Chālid im Frühsommer 633 gemeinsam mit al-Muthannā ibn al-Hāritha von den Banū Bakr ibn Wā'il in Richtung des Euphratgebietes. Die Quellen sprechen von einer ganzen Reihe von Kämpfen mit lokalen Herrschern bei Nahr al-Mar'a, Waladscha, Ullais, Amghīschīya und Mudschtamaʿ al-anhār, die alle siegreich verliefen. Höhepunkt des Eroberungszuges war die Einnahme der Städte al-Hīra, das damals den Lachmidenfürsten als Residenz diente, und al-Anbār, zu jener Zeit die zweitgrößte Stadt des Irak. Dann griff er die 90 Kilometer weiter südlich gelegene Grenzfestung ʿAin at-Tamr an, überwältigte deren Garnison und machte zahlreiche Gefangene, die nach Medina überführt wurden. In ʿAin at-Tamr erhielt Chālid den Auftrag, zu der Oase Dūmat al-Dschandal zu marschieren, wo der christliche Stammeschef Ukaidir ibn ʿAbd al-Malik seine Loyalität gegenüber Medina aufgekündigt und zusammen mit einer Koalition arabischer Stammesgruppen ein Zentrum des Widerstands gegen die muslimische Herrschaft aufgebaut hatte. Chālid konnte mit seinen Truppen diese Koalition besiegen; Ukaidir fiel in der Schlacht.
Als sich eine größere Konfrontation der in Syrien operierenden Truppen mit der byzantinischen Armee ankündigte, forderte Abū Bakr den noch im Irak weilenden Chālid auf, sich eilends zu ihrer Verstärkung nach Syrien zu begeben. Bei dem Zug nach Syrien kam es zu einem Wüstenmarsch, bei dem Chālids Truppen fünf Tage lang eine wasserlose Gegend durchqueren mussten, ohne das sie sich vorher mit den notwendigen Mengen an Trinkwasser hatten versorgen können. Am 24. April des Jahres 634 tauchte Chālid mit seinen Truppen überraschend bei den christlichen Ghassaniden auf, die in der Ebene Mardsch Rāhit nördlich von Damaskus gerade das Osterfest feierten. Die beiden arabischen Heere vereinten sich im Süden Syriens, und gemeinsam konnte man die Stadt Bosra einnehmen. Unter Chālids Oberbefehl besiegten die Araber am 30. Juli 634 ein byzantinisches Heer, das ihnen bei Adschnadain in Palästina entgegentrat.
Nachdem ʿUmar 634 die Herrschaft übernommen hatte, entzog er Chālid den Oberbefehl über die Truppen in Syrien, doch handelte Chālid bei der Eroberung von Damaskus im Sommer 635 noch den Kapitulationsvertrag mit der Stadt aus. Kurz danach erfolgte die Kommandoübergabe an Abū ʿUbaida ibn al-Dscharrāh.
Nach Saif ibn ʿUmar führte Chālid allerdings noch das Oberkommando bei der Schlacht von Yarmūk und hatte entscheidenden Anteil am Schlachtausgang. Zwar gibt es andere Berichte über die Schlacht, bei denen sein Name überhaupt nicht auftaucht, doch steht außer Zweifel, dass er an der Schlacht teilnahm, und es wird heute angenommen, dass es auch Chālid war, „der die wesentlichen strategischen Entscheidungen traf“.
Die Gründe für Chālids Absetzung durch ʿUmar sind nicht vollständig klar. Zu den Motiven, die genannt werden, gehören der Groll ʿUmar's aufgrund der Mālik-Affäre, die besondere Nähe ʿUmars zu Abū ʿUbaida sowie die Eigenmächtigkeit Chālids beim Umgang mit Geld. Später zog ʿUmar auch einen Teil von Chālids Privatvermögen ein. Seine letzten Jahre verbrachte Chālid relativ ruhig in Qinnasrīn und in Homs.

## Frauen und Nachkommen
Nach den arabischen Quellen hatte Chālid drei Ehefrauen:
- Bint Anas ibn Mudrik aus dem Stamm Chathʿam. Sie war die Mutter seiner Söhne al-Muhādschir, ʿAbd ar-Rahmān und ʿAbdallāh.
- Kabscha bint Haudha ibn Abī ʿAmr. Sie war die Mutter seines Sohns Sulaimān, von dem er seine Kunya hatte.
- Umm Tamīm aus dem Stamm Thaqīf, von der Chālid einen weiteren Sohn namens ʿAbdallāh hatte.[2]

Von seinen Söhnen haben nur zwei eine nennenswerte Rolle gespielt, nämlich al-Muhādschir und ʿAbd ar-Rahmān. Letzterer soll in Syrien ein so großes Ansehen genossen haben, dass Muʿāwiya ihn ermorden lassen wollte, um nicht den Übergang des Kalifats auf seinen Sohn Yazīd zu gefährden. Wenn auch Chālid insgesamt an die 40 Nachkommen hatte, ist dieser Zweig der Banū Machzūm nach Ibn Hazm bald erloschen.

## Darstellung im Film
1976 drehte Moustapha Akkad sowohl eine englisch- als auch eine arabischsprachige Version des Spielfilms Mohammed – Der Gesandte Gottes. In der englischen Version verkörperte Michael Forest, in der arabischen der palästinensische Schauspieler Mahmoud Saeed die Rolle des Chālid ibn al-Walīd.
Der Spielfilm Abu Andar, Held von Damaskus aus dem Jahr 1952 nimmt direkten Bezug auf die Belagerung von Damaskus durch Chālid, der als Antagonist auftritt. Der Film hat jedoch keinerlei historische Authentizität.

## Belege
1. 1 2  Klier: Ḫālid und ʿUmar: Quellenkritische Untersuchung. 1998, S. 17.
2. 1 2 3  Klier: Ḫālid und ʿUmar: Quellenkritische Untersuchung. 1998, S. 18.
3. ↑  M. J. Kister: “Some Reports Concerning Mecca from Jāhiliyya to Islam.” in Journal of the Economic and Social History of the Orient 15/1–2 (1972) S. 61–93. Hier S. 78.
4. ↑  Ibn ʿAsākir: Taʾrīḫ madīnat Dimašq. 1995, Band 16, S. 254.
5. ↑  Klier: Ḫālid und ʿUmar: Quellenkritische Untersuchung. 1998, S. 19.
6. 1 2  Klier: Ḫālid und ʿUmar: Quellenkritische Untersuchung. 1998, S. 20.
7. ↑  Al-Wāqidī: Kitāb al-Maġāzī. Ed. Marsden Jones. Oxford University Press, London, 1965. S. 745–749. Digitalisat – Deutsche Zusammenfassung in Julius Wellhausen: Muhammed in Medina: das ist Vakidi's Kitab alMaghazi in verkürzter deutscher Wiedergabe. Reimer, Berlin, 1882. S. 305–306 Digitalisat
8. 1 2 3  Klier: Ḫālid und ʿUmar: Quellenkritische Untersuchung. 1998, S. 20f.
9. ↑  Vgl. zu dieser Episode Klier: Ḫālid und ʿUmar: Quellenkritische Untersuchung. 1998, S. 30–66.
10. ↑  W. Montgomery Watt: Muhammad at Medina. Oxford 1956. S. 114f.
11. 1 2  Klier: Ḫālid und ʿUmar: Quellenkritische Untersuchung. 1998, S. 21.
12. ↑  Shoufany: Al-Riddah and the Muslim Conquest of Arabia. 1973, S.  116.
13. ↑  Shoufany: Al-Riddah and the Muslim Conquest of Arabia. 1973, S. 118.
14. ↑  Klier: Ḫālid und ʿUmar: Quellenkritische Untersuchung. 1998, S. 21f.
15. ↑  Shoufany: Al-Riddah and the Muslim Conquest of Arabia. 1973, S. 120, 125.
16. ↑  Shoufany: Al-Riddah and the Muslim Conquest of Arabia. 1973, S. 125.
17. ↑  Klier: Ḫālid und ʿUmar: Quellenkritische Untersuchung. 1998, S. 103–105
18. ↑  Vgl. Klier: Ḫālid und ʿUmar: Quellenkritische Untersuchung. 1998, S. 105–107 und Shoufany: Al-Riddah and the Muslim Conquest of Arabia. 1973, S. 124.
19. ↑  Shoufany: Al-Riddah and the Muslim Conquest of Arabia. 1973, S. 124.
20. ↑  Vgl. Ella Landau-Tasseron: Art. Mālik ibn Nuwaira. In: The Encyclopaedia of Islam. New Edition Bd. VI, S. 267a–269a. Hier S. 268a.
21. ↑  Zit. Klier: Ḫālid und ʿUmar: Quellenkritische Untersuchung. 1998, S. 105.
22. ↑  Shoufany: Al-Riddah and the Muslim Conquest of Arabia. 1973, S. 128–130.
23. ↑  Shoufany: Al-Riddah and the Muslim Conquest of Arabia. 1973, S. 125f.
24. ↑  Klier: Ḫālid und ʿUmar: Quellenkritische Untersuchung. 1998, S. 26, 104.
25. ↑  Shoufany: Al-Riddah and the Muslim Conquest of Arabia. 1973, S. 130.
26. ↑  Shoufany: Al-Riddah and the Muslim Conquest of Arabia. 1973, S. 131.
27. 1 2  Klier: Ḫālid und ʿUmar: Quellenkritische Untersuchung. 1998, S. 22.
28. ↑  Vgl. Donner: The early Islamic Conquests. 1981, S. 176–190.
29. 1 2  Donner: The early Islamic Conquests. 1981, S. 124.
30. ↑  Klier: Ḫālid und ʿUmar: Quellenkritische Untersuchung. 1998, S. 161f.
31. ↑  Klier: Ḫālid und ʿUmar: Quellenkritische Untersuchung. 1998, S. 164.
32. ↑  Vgl. Klier: Ḫālid und ʿUmar: Quellenkritische Untersuchung. 1998, S. 216.
33. ↑  Klier: Ḫālid und ʿUmar: Quellenkritische Untersuchung. 1998, S. 189.
34. ↑  Klier: Ḫālid und ʿUmar: Quellenkritische Untersuchung. 1998, S. 23.
35. ↑  Mahmoud Saeed - IMDb, abgerufen am 5. Juni 2023.

| Personendaten    | Personendaten                             |
| ---------------- | ----------------------------------------- |
| NAME             | Chālid ibn al-Walīd                       |
| ALTERNATIVNAMEN  | Sayfu 'llāh; Das Schwert Gottes (deutsch) |
| KURZBESCHREIBUNG | arabischer Feldherr                       |
| GEBURTSDATUM     | um 584                                    |
| GEBURTSORT       | Mekka                                     |
| STERBEDATUM      | 642                                       |
| STERBEORT        | Homs (Syrien)                             |